# Parroquia Tuñame
Tuñame es una de las parroquias del municipio Urdaneta, Estado Trujillo, Venezuela. La parroquia está ubicado en el extremo sur del estado y forma el límite con el vecino Estado Mérida.
El pueblo de Tuñame, ubicado en el corazón del páramo andino es el centro de la parroquia. El pueblo, como muchos de sus vecinos, se dedica a la agricultura, por lo que es frecuente observar en los alrededores de la parroquia sembradíos de maíz, caraotas y café. En vista de lo exclusivo de su ambiente natural, otra de las actividades económicas de la parroquia es el turismo.
- Datos: Q16681451